# Керстен, Корнелиус
Корнелиус Керстен (англ. Cornelius Kersten; род. 19 июля 1994 года, в Харлеме, Нидерланды) — британский конькобежец, голландского происхождения. Участник зимних Олимпийских игр 2022 года, бронзовый призёр чемпионата мира, 12-кратный чемпион Великобритании.

## Биография
Корнелиус Керстен родился в Харлеме в семье матери-британки Нади и отца-голландца Михиэля, который был помешан на конькобежном спорте. В возрасте 4-х лет он получил пару роликовых коньков, а в 5 лет стал кататься на ледовых коньках, когда отец часто водил его и двух его братьев на местный каток. Вместе со своими братьями он вступил в клуб конькобежцев. С раннего возраста он показал свой талант конькобежца, однако травмы в юниорском возрасте ограничили его выступления в голландских соревнованиях.
С 2009 года он начал выступать в юниорском чемпионате Нидерландов, и в 2012 году занял 2-е место на дистанции 500 м. Через 2 года Керстен наконец выиграл юниорский чемпионат Нидерландов в комбинации спринта. С 2015 по 2019 года он участвовал в открытом чемпионате Великобритании, и так как там не было серьёзной конкуренции выигрывал на дистанциях 500, 1000 и 1500 м целых четыре раза. В сезоне 2017/18 он впервые тестировался в Канаде и дебютировал на Кубке мира. 
В марте 2018 года на чемпионате мира в спринтерском многоборье в Чанчуне занял 20-е место. Однако отсутствие команды привели к тому, что Корнелиусу пришлось разбираться во всем самому. Ему пришлось самому искать финансирование для продолжения спорта и тренироваться самому. На чемпионате Европы в Херенвене в 2020 году он занял 23-е место в масс-старте. 
На чемпионате мира на отдельных дистанциях в Херенвене в 2021 году он занял 11-е место на дистанции 1000 м и 18-е на 1500 м. В июне 2021 года он стал первым британским спортсменом, который заключил контракт с голландской профессиональной командой "Worldstream". В январе 2022 года Керстен занял высокое 4-е место в забеге на 1000 м на чемпионате Европы в Херенвене. 
В феврале дебютировал на зимних Олимпийских играх в Пекине, где занял 19-е место в забеге на 1500 м, 25-е на 500 м и 9-е на дистанции 1000 метров. Он стал первым мужчиной-конькобежцем, который за 30 лет представлял Великобританию на Олимпиаде. В 2023 году он поднялся на 13-е место в общем зачёте спринта на чемпионате Европы в Хамаре, а на чемпионате мира на отдельных дистанциях в Херенвене, выиграл бронзовую медаль в беге на 1000 метров.

## Личная жизнь
Корнелиус Керстен находится в паре с Эллией Смединг, также конькобежцем национальной сборной Великобритании. Знают друг друга с подросткового возраста, впервые встретившись на чемпионате Великобритании 2014 года, где оба доминировали на своих соревнованиях. Пара официально сошлась в 2018 году. Вместе они живут в Херенвене и управляют успешным кофейной компанией "Brew 22", которую открыли в 2019 году. в то время как он также изучает инженерию и промышленный менеджмент в Университете прикладных наук НХЛ Стенден в Леувардене, а также учился в Амстердамском университете прикладных наук.